# Dale Crover
Dale Crover (Aberdeen, 23 ottobre 1967) è un batterista statunitense, appartenente in pianta stabile della band dei Melvins, nonché dei The Men of Porn, e per un breve periodo di tempo dei Nirvana. È anche cantante e chitarrista degli Altamont.

## Biografia
Dale Crover si unì ai Melvins nel 1984, dopo l'abbandono della band da parte di Mike Dillard. Oltre a far parte dei Melvins, Crover si unì a Kurt Cobain e Greg Hokanson per formare i Fecal Matter nel 1985, band nella quale suonava il basso. Dopo che Hokanson lasciò la band, Cobain e Crover registrarono un demo nel dicembre dello stesso anno, intitolato Illiteracy Will Prevail. Su questa demo Crover suonò il basso e la batteria. L'anno successivo, il 1986, i Fecal Matter si sciolsero.
Nel 1988 Crover suonò su un demo composto da 10 pezzi dei Nirvana. Il demo fu registrato il 23 gennaio del 1988 ai Reciprocal Recording Studios di Seattle. I pezzi che componevano il demo vennero successivamente inseriti in alcuni album dei Nirvana e precisamente:
- Floyd the Barber, Paper Cuts e Downer su Bleach
- Downer, Aero Zeppelin, Beeswax, Hairspray Queen e Mexican Seafood su Incesticide
- If You Must e Pen Cap Chew nel cofanetto With the Lights Out

La stessa notte della registrazione del demo, i Nirvana con Crover tennero un concerto a Tacoma. Da questo concerto vennero estratti tre pezzi (Downer, Floyd the Barber, Raunchola/Moby Dick) ed inseriti nel cofanetto With the Lights Out. Dopo l'esperienza con i Nirvana, Crover insieme all'altro componente dei Melvins, Buzz Osborne, si trasferì da Seattle a San Francisco in California.
Crover si riunì ai Nirvana per un breve tour insieme ai Sonic Youth nel 1990. Nello stesso anno Crover registrò una versione demo del pezzo Drain You, con Cobain alla voce ed alla chitarra, e Dave Grohl al basso. Anche questo pezzo verrà successivamente inserito nel cofanetto With the Lights Out.
Nel 1994 Crover fonda la band Altamont, insieme a Joey Osbourne e Dan Southwick degli Acid King, mentre nel 2004 si unisce a Billy Anderson e Tim Moss nei The Men of Porn. Suona la chitarra nell'ultimo album della band di Seattle Big Business, collaboratori e membri degli stessi Melvins nell'album (A) Senile Animal.
La maggior parte della sua carriera è stata comunque occupata dal lavoro con i Melvins, del quale, come già detto, fa parte dal 1984, e con il quale ha già registrato oltre 30 album.

## Discografia

### Con i Melvins
- 1986 - 6 Songs (EP) - C/Z Records
- 1987 - Gluey Porch Treatments - Alchemy Records
- 1989 - OZMA - Boner Records
- 1990 - 8 Songs - C/Z Records
- 1990 - 10 Songs - C/Z Records
- 1991 - Your Choice Live Series Vol.12 (live) - Your Choice Records
- 1991 - Bullhead - Boner Records
- 1991 - Eggnog (EP) - Boner Records
- 1992 - Dale Crover - Boner Records
- 1992 - Lysol - Boner Records
- 1993 - Houdini - Atlantic Records
- 1994 - Prick - Amphetamine Reptile Records
- 1994 - Stoner Witch - Atlantic
- 1996 - Stag - Atlantic
- 1997 - Honky - Amphetamine Reptile
- 1997 - Singles 1-12 (compilation) - Amphetamine Reptile
- 1998 - Alive at the F*cker Club (live) - Amphetamine Reptile
- 1999 - The Maggot - Ipecac Recordings
- 1999 - The Bootlicker - Ipecac Recordings
- 2000 - The Crybaby - Ipecac Recordings
- 2000 - The Trilogy Vinyl - Ipecac Recordings
- 2000 - Gluey Porch Treatments (ristampa) - Ipecac Recordings
- 2001 - Electroretard - Man's Ruin
- 2001 - Colossus of Destiny - Ipecac Recordings
- 2002 - Millennium Monsterwork 2000 (live) (con Fantômas) - Ipecac Recordings
- 2002 - Hostile Ambient Takeover - Ipecac Recordings
- 2003 - 26 songs (ristampa) - Ipecac Recordings
- 2003 - Melvinmania (compilation) - Atlantic
- 2004 - Neither Here Nor There (compilation) (libro + cd) - Ipecac Recordings
- 2004 - Pigs of the Roman Empire (con Lustmord) - Ipecac Recordings
- 2004 - Never Breathe What You Can't See (con Jello Biafra) - Alternative Tentacles
- 2005 - Sieg Howdy! (con Jello Biafra) - Ipecac Recordings
- 2006 - Houdini Live 2005 - A Live History of Gluttony and Lust - Ipecac Recordings
- 2006 - (A) Senile Animal - Ipecac Recordings
- 2008 - Nude with Boots - Ipecac Recordings
- 2010 - The Bride Screamed Murder
- 2012 - Freak Puke
- 2013 - Everybody Loves Sausages
- 2013 - Tres Cabrones
- 2014 - Hold It In
- 2016 - Three Men and a Baby with Mike Kunka
- 2016 - Basses Loaded
- 2017 -  A Walk with Love & Death
- 2018 - Pinkus Abortion Technician
- 2021 - Working With God

### Come solista
- 2017 - The Fickle Finger of Fate
- 2021 - Rat-A-Tat-Tat!
- 2024 - Glossolalia

### Con i Nirvana
- 1989 - Bleach - Sub Pop
- 1992 - Incesticide - Geffen Records
- 2004 - With the Lights Out - Universal Music Group
- 2005 - Sliver - The Best of the Box - Universal Music Group

### Con gli Altamont
- 1997 - Wanted Dead or Alive (split con gli Acid King) - Man's Ruin
- 1998 - Civil War Fantasy - Man's Ruin
- 2001 - Our Darling - Man's Ruin
- 2005 - The Monkee's Uncle - AntAcidAudio

### Con i The Men of Porn
- 2004 - Wine, Woman and Song - Smallstone Records